# جو ويب
جو ويب (بالإنجليزية: Joe Webb)‏ هو لاعب كرة قدم أمريكية أمريكي، ولد في 14 نوفمبر 1986 في برمنغهام في الولايات المتحدة.

## وصلات خارجية
- جو ويب على موقع مرجع كرة القدم المحترفة.كوم (الإنجليزية)
- جو ويب على موقع كلية كرة القدم في سبورتس رفرنس.كوم (الإنجليزية)